# Joanna Pajkowska
Joanna Pajkowska - Asia (née le 13 juillet 1958 à Varsovie) est une navigatrice polonaise. Capitaine de bateau, sauveteuse en haute-mer, elle a parcouru plus de 145 000 miles dans des courses en solitaire ou en duo.

## Biographie
Dans les années 1995-2002, durant son séjour en Angleterre, elle fit partie de l'équipage du bateau de secours de haute mer Salcombe Lifeboat de la Royal National Lifeboat Institution (RNLI), en étant une des rares femmes de cette organisation de sauvetage. Elle contribua à de nombreux sauvetages.
Durant les années 1995, 1997 et 1999, elle participa à la fameuse course Fastnet Race allant du Sud de l'Angleterre à l'Irlande.
À deux reprises, elle participa à des régates transatlantiques à deux : en 1986, la course Two-Star allant de Plymouth en Angleterre à Newport aux États-Unis avec le catamaran Alamatur III et en 2001 la fameuse transatlantique Jacques Vabre allant du Havre jusqu'au Brésil avec le bateau Olympic Challenger.
En 2000, sur un bateau de 40 pieds Ntombifuti, Joanna termina 4e (sur 24) de sa catégorie dans la course transatlantique en solitaire OSTAR de Plymouth à Newport. C'était la première  participation depuis 20 ans d'un bateau aux couleurs de la Pologne dans les régates transatlantiques. À cet égard, elle reçut le prix honorifique Rejs Roku 2000 attribué par  la fédération polonaise de voile.
Elle participa à plusieurs reprises dans des courses transatlantiques par équipe, entre autres des équipes féminines: elle participa, avec le bateau Alphagraphics de 60 pieds, en 2001 à la régate EDS Atlantic Challenge ayant pour route Saint-Malo, Hambourg, Portsmouth, Baltimore, Boston et Saint-Malo.
De décembre 2002 à janvier 2003, sur le bateau Zjawa IV, elle passa 3 fois le Cap Horn pour se diriger ensuite vers l’archipel des Shetlands du sud dans l'Antarctique.
D’octobre 2006 jusqu'à février 2007, Asia participa à la course autour du monde  féminine à deux sur le bateau Mantra ASIA de 28 pieds (elle réalisa le parcours de Darwin en Australie, en passant par l'océan Indien jusqu'au Cap en Afrique du Sud et continua jusqu'à Salvador de Bahia au Brésil): elle reçut le prix honorifique Rejs Roku 2007 attribué par la fédération polonaise de voile.

## La course en solitaire

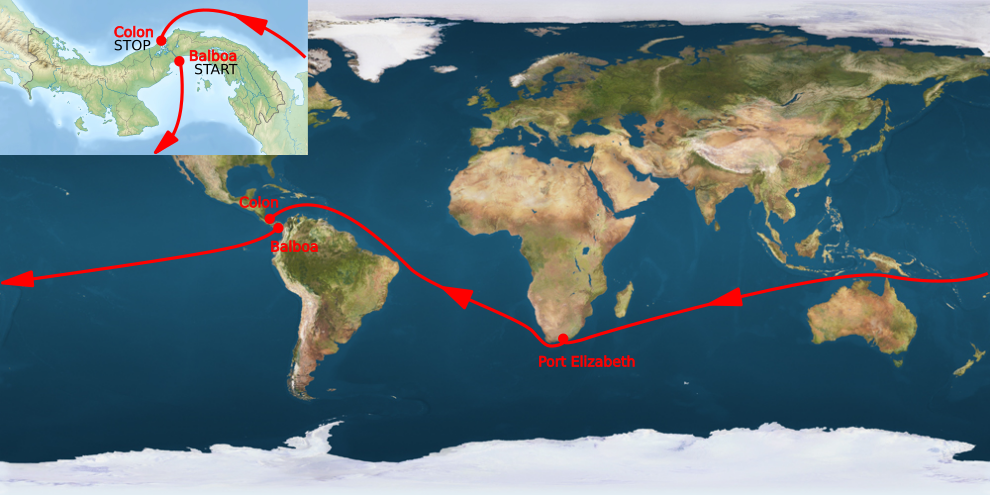
La course 2008/2009

Le 24 juin 2008, Joanna quitte Panama pour commencer sa course en solitaire. Joanna navigue sur le yacht Mantra ASIA (type Mantra 28) de 8,50 mètres, d'une largeur de 2,70 mètres et d'une jauge de 1,65 mètre. Le bateau a un tonnelage de 3,5 tonnes et une surface de voile de 60 mètres carrés. Le bateau fut conçu par Andrzej Armiński et construit au chantier naval de Szczecin. Andrzej Armiński est le principal organisateur et promoteur de la course. La course est prévue pour une durée de 7 mois et sa trajectoire est dans la direction de l'ouest de Balboa à Colón.